# Rivière Barnoin
Rivière Barnoin är ett vattendrag i Kanada.   Det ligger i provinsen Québec, i den östra delen av landet, 1 600 km nordost om huvudstaden Ottawa. Rivière Barnoin ligger vid sjön Lac Ujarasujjulik.
Omgivningarna runt Rivière Barnoin är i huvudsak ett öppet busklandskap. Trakten runt Rivière Barnoin är nära nog obefolkad, med mindre än två invånare per kvadratkilometer.